# Lista de armas de O Senhor dos Anéis
Esta é uma lista de armas utilizadas na franquia dos livros O Senhor dos Anéis e obras relacionadas, tais como O Hobbit, O Silmarillion, entre outras, escritas por J. R. R. Tolkien, ambientadas no universo ficcional da Terra Média.

## Aeglos
Aeglos (em sindarin: Ponta de gelo;[1] também conhecida como Aiglos), nas obras literárias O Silmarillion e Contos Inacabados de J. R. R. Tolkien,[2][3] é uma lança élfica que pertenceu a Ereinion, também conhecido como Gil-galad. Aeglos era uma arma incrivelmente precisa, não errava o alvo. Com ela, Gil-galad lutou contra Sauron na guerra da Última Aliança, na Planície da Batalha em Mordor. Apesar de possuir tão apurada arma, Gil-galad foi morto por Sauron durante a batalha. Aiglos é também o nome de um tipo de planta na Terra-média, que notadamente cresce em Amon Rûdh.
Referências
↑ The Silmarillion, p. 313
↑ Burdge, Anthony; Burke, Jessica (2006). «Arms and Armour». In: Michael Drout. J.R.R. Tolkien Encyclopedia (em inglês). [S.l.]: Routledge. ISBN 978-0-415-96942-0
↑ The Silmarillion, p. 294; Unfinished Tales, p. 148, 417
Ícone de esboço	Este artigo sobre a obra de J. R. R. Tolkien é um esboço. Você pode ajudar a Wikipédia expandindo-o.

## Anglachel
Anglachel é uma espada do mundo imaginário de J. R. R. Tolkien.
Seu nome, em sindarin, a língua artística dos elfos de Beleriand, é formado por ang-, ferro, e o verbo lacho, pegar fogo, alterado para -lachel, a forma no particípio ativo.
Era uma das duas espadas que Eöl forjou com metal que caiu dos céus; esta espada foi dada a Thingol, em agradecimento (ou como uma forma de tributo) por permanecer em Nan Elmoth sem ser perturbado.
Beleg escolheu esta espada para usar no resgate de Túrin, que havia sido capturado por orcs, mas após Beleg cortar suas algemas com a espada, Túrin, tomando-o por um inimigo, tomou posse da espada, e usou-a para matar Beleg. Túrin ficou com ela chamando-a de Gurthang (Ferro da Morte em Sindarin), e usou-a para matar o dragão Glaurung e, posteriormente, acabar com a sua própria vida. A espada se partiu em pedaços quando Túrin morreu, assim tudo o que ele possuía desapareceu.
De acordo com Arnulf Krause, a inspiração para Anglachel/Gurthang pode ter sido a espada amaldiçoada Tyrfing, da mitologia nórdica.

## Glamdring

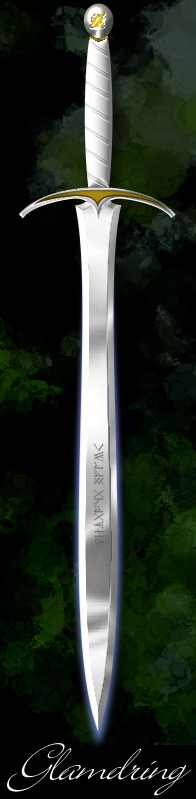
Uma impressão artística de Glamdring, A espada de Gandalf

Glamdring é uma espada no mundo imaginário de J. R. R. Tolkien, a Terra Média. Foi forjada para o Elfo Turgon na Primeira Era. Durante vários milhares de anos esteve desaparecida, até que Gandalf (e companhia) a encontraram (juntamente com o Ferroada e Orcrist) na caverna dos Trolls em O Hobbit e reclamou-a para si mesmo. Gandalf continuou a usá-la durante toda a obra de O Senhor dos Anéis.
Glamdring significa o "Martelo dos Inimigos", mas os goblins em "O Hobbit" chamavam-lhe simplesmente a "Batedora".
Glamdring, juntamente com Orcrist, sua "companheira", são descritas em "O Hobbit" como tendo "...bainhas bonitas e dos punhos cravejados de pedras preciosas", e Elrond refere-se a Glamdring como "Martelo dos Inimigos, que o rei de Gondolin outrora usou".
Como todas as espadas dos Elfos Superiores, Glamdring devia brilhar com uma chama azul ou branca quando inimigos se aproximam, como a espada de Frodo, Ferroada, e Orcrist, a espada de Thorin Escudo-de-Carvalho, que também foram feitas em Gondolin. Contudo este facto foi mantido fora do filme O Senhor dos Anéis da New Line Cinema pois pensaram que seria muito confuso, embora uma cena no terceiro filme mostre Glamdring a brilhar uma cor azul, no cerco a Minas Tirith (quando Gandalf fala com Peregrin Tûk).
Está escrito nela:
Em elfíco: "Turgon aran Gondolin tortha, Gar a matha I vegil Glamdring Gud Daedheloth, Dam an Glamhoth."
Em português: "Turgon, rei de Gondolin, detém, possui e empunha a espada Glamdring, Inimiga do reino de Morgoth, martelo dos Orcs."

## Andúril

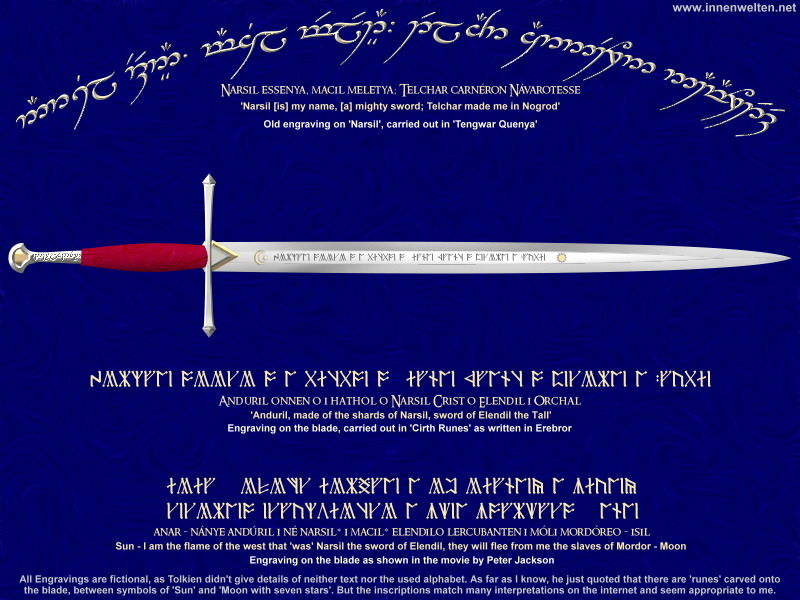
Narsil Andúril

No mundo inventado por J. R. R. Tolkien, Narsil foi a espada do Rei Elendil dos Dúnedain, embora, em tempos posteriores foi reforjada como Andúril.
A espada foi forjada na Primeira Era pelo Anão Telchar de Nogrod, um famoso forjador de armas e artífice que também fez Angrist, que cortou um Silmaril da coroa de Morgoth e o Elmo de Hador, mais tarde usado por Túrin Turambar.
O nome da espada contém os elementos nar e thil, "fogo" e "luz branca" respectivamente em Quenya, referindo-se a Sol e Lua.
Não se sabe para quem Telchar originalmente fez Narsil. Uma possibilidade é que, como Angrist e o Elmo de Dragão foram primeiramente oferecidos a um príncipe dos Noldor, tendo provavelmente passado por Elros, um dos últimos das três Casas Reais dos Noldor: talvez através de Maglor.
A única certeza acerca da história da espada começa dois mil anos depois de Silmarillion, quando o seu descendente distante, Amandil, Senhor perdido de Andúnië, enviou o seu filho Elendil de volta à Terra Média com Narsil, quase no final da Segunda Era, quando adivinhou correctamente a destruição iminente de Númenor.
Elendil tornou-se um grande rei, usando Narsil no cerco a Barad-dûr, mas quando a vitória parecia próxima Sauron em pessoa apareceu, juntando-se as suas forças prestes a ser derrotadas. Ao derrotar Sauron, Elendil e Gil-Galad perderam as vidas e Narsil partiu-se em seis fragmentos. O filho e herdeiro de Elendil, Isildur pegou na espada quebrada do pai e cortou o Um Anel da mão de Sauron, banindo-o. Apesar do seu corpo estar destruído e do seu poder removido, o espírito de Sauron sobreviveu quando Isildur reclamou o Um Anel para si mesmo.
Isildur levou os restos de Narsil com ele. Mas enquanto regressava da guerra sofreu um ataque e morreu, caindo ao rio. Ohtar, um pajem de Isildur, resgatou os restos de Narsil mas o Um Anel ficou perdido, e assim permaneceu durante dois mil e quinhentos anos.
Os restos de Narsil tornaram-se uma das heranças dos Reis de Arnor, e depois da destruição do Reino do Norte, permaneceram a ser heranças dos Caminhantes do Norte. A espada foi reforjada em Valfenda (Imladris em élfico) no ano 3019 da Terceira Era, durante a Guerra do Anel, em celebração à descoberta e captura do Anel. Aí foi renomeada como Andúril (Chama do Ocidente), por Elrond para Aragorn, herdeiro de Isildur. Este transportou a espada enquanto pertenceu à sociedade do Anel.
Narsil era também conhecida como a Espada que de novo será Forjada; a Espada que foi Quebrada; a Espada Reforjada.

## Orcrist
Orcrist era uma espada das obras literárias de J. R. R. Tolkien, a Terra Média. Era a espada do Anão Thorin Escudo-de-Carvalho, e parte da sua história era relatada em O Hobbit, um livro de Tolkien.
Em sindarin, Orcrist significa "Cortadora de Orcs" ("Orcs" vem do Sindarin "Orch" que significa "orc" e "rist" vem do verbo em Sindarin "rista-" que significa "cortar") mas chamavam-lhe simplesmente "Mordedora". Muitas das espadas mais famosas nas histórias de Tolkien tinham nomes como Glamdring, Narsil e Ferrão. Orcrist foi forjada por Elfos, que a fizeram valiosa e temida, particularmente entre os inimigos dos Elfos: Orcs e outras criaturas terríveis da Terra Média. A lâmina de Orcrist detectava a presença de Orcs e avisava o seu portador deste facto, ganhando um brilho azul; Glamdring e Ferrão também possuiam esta habilidade.
Sendo a "companheira" de Glamdring, a espada do Rei Turgon, Orcrist era provavelmente empunhada por alguém tido em alta estima pelo Rei. Existem quatro possíveis portadores desta espada: Maeglin, Tuor, Ecthelion da Fonte, e Glorfindel. Como Maeglin, presumidamente, ainda tinha a espada de seu pai, Anguirel, Orcrist não era sua. Tuor usava um machado como arma de eleição, e não uma espada. Glorfindel, morreu fora da cidade; apenas Ecthelion pereceu em Gondolin derrotando Gothmog, senhor dos Balrogs. Deste modo, podemos assumir que Orcrist pertenceu a Ecthelion, mas este fato nunca foi provado explicitamente em nenhuma das várias obras de Tolkien.
Em O Hobbit, Orcrist, juntamente com Glamdring e Ferrão, são encontradas na caverna dos Trolls e posteriormente identificadas por Elrond.
Mais tarde, Thorin é mortalmente ferido na Batalha dos Cinco Exércitos. Depois da sua morte, o rei élfico depositou Orcrist na sepultura de Thorin e diz-se em canções que "passou a brilhar sempre, no escuro, se inimigos se aproximavam" (O Hobbit Capítulo 18, "A viagem de regresso").

## Ringil
Ringil foi forjada pelos antigos ferreiros Noldor durante a Primera Era, e sempre pertenceu à Fingolfin. Com esta espada, ele lutou um grande duelo pessoalmente com Morgoth, às portas de Angband, após a Dagor Bragollach (Batalha das Chamas Repentinas), infligindo a Morgoth sete feridas e com um ataque de desespero atacou sua perna deixando manco para sempre, antes de ser abatido e derrotado pelo cetro de Morgoth (Grond).
A espada foi enterrada por Turgon no mausoléu onde ele enterrou seu pai, nas montanhas de Crissaegrim, ao sul de Gondolin.

## Sting (Tolkien)
Ferroada (Ferrão na edição portuguesa) na obra de J.R.R.Tolkien, é o nome de uma espada élfica fabricada na cidade de Gondolin na Primeira Era. Esse nome foi dado por Bilbo Bolseiro, um Hobbit, que a encontrou numa caverna de trolls junto com as espadas Glamdring e Orcrist. Embora em mãos de Humanos e Elfos fosse mais uma adaga, para um Hobbit equivalia a uma pequena espada. Bilbo a nomeou após usá-la para enfrentar as aranhas gigantes na Trevamata. À presença de Goblins, a lâmina brilha com uma luz azul, e isso era uma propriedade comum das lâminas élficas da Primeira Era, especialmente as de Gondolin. Glamdring, a espada de Gandalf, o fazia com uma luz branca.
Bilbo deu Ferroada a Frodo pouco antes da partida da Sociedade do Anel de Valfenda. Quando Frodo foi capturado perto de Cirith Ungol, Samwise Gamgee a recuperou e devolveu-a depois. Gollum tinha medo de Ferroada, já que era Élfica, e esse medo ajudou Bilbo quando foi necessário confrontar-se com a criatura sob as Montanhas Nevoentas  em O Hobbit, e Frodo, para amansar Gollum em O Senhor dos Anéis.
Ferroada era muito afiada. Bilbo conseguiu enterrá-la sem esforço numa viga de madeira. Frodo, por sua vez, conseguiu ferir um troll em Moria, algo que Boromir tentou sem sucesso com a própria espada, e também cortar as teias de Laracna (Shelob) facilmente, ao passo que Samwise Gamgee acha quase impossível fazê-lo com sua própria espada.